# Житное (Астраханская область)
Жи́тное — село в Икрянинском районе Астраханской области.
Административный центр сельского поселения Житнинский сельсовет, в которое также входит село Краса и посёлок Старо-Волжский.
Старинное рыбацкое село на левом берегу реки Ямная.
Другое (неофициальное, ходящее в народе) название села — Досада, Досадное. Его связывают с судьбой оторванных от родной земли и родных корней переселенцев, вынужденных вести непривычный промысел в непривычных условиях.
Большая часть населения — старообрядцы.
Имеется Алексеевская церковь, упоминающаяся в 1891—1907 годах.

## История
Во второй половине XVII века старообрядцы, не согласные с Церковной реформой патриарха Никона, были высланы или бежали на нижнюю Волгу. Именно тогда началось заселение земель ссыльными из Казани, Таганрога и других российских городов.
Во времена Степана Разина остров, расположенный рядом с селом, был главным становищем народных бунтарей. В царствование Петра Первого во время войны с Персией на острове складывали провиант (в основном зерно — жито, в связи с чем остров получил своё название — «Житный»).
Житнинские воды вместе с промысловым людом переходили из рук одного рыбопромышленника к другому. В статсведениях Астраханской губернии за 1872 год особо подчеркивается, что из частных владельческих вод важнейшими являются воды Анны Александровны Чубаровой, находящиеся в самом низовье Волги — в Житном, Харбае, Икряном. До 1917 года воды арендовались рыбопромышленниками Сапожниковыми.
Ещё об одном периоде из истории села, связанным с пребыванием в нём царя Александра II. Специально для царской семьи на самом высоком берегу был выстроен двухэтажный деревянный дом с балконами. Отсюда царь наблюдал, как рыбаки тянули невод. Около дома находились выхода, где рыбу обрабатывали. Дом этот (во много раз переделенном виде) сохранялся до 2000 года. Несколько десятков лет в нём находился сельсовет. В 2000 году здание сгорело.
В 1877 году в Житном было 113 дворов, 6 торговых лавок, питейное заведение, кузница, станционный двор. В 1900 году впервые упоминается Алексеевская церковь.
На Житнинском рыбном промысле работало более 100 человек. Вместе с русскими ловцами и обработчиками на самых тяжёлых работах были заняты киргизы, калмыки.
Первыми поселенцами были 42 человека из высланных, а уже в 1871 году в селении проживало 430 душ, в 1883 году — 540 человек (113 дворов).

## Население
| 2002 | 2010  |
| ---- | ----- |
| 1833 | ↗1902 |

На данный момент основное население — русские (79,8 %) и казахи (16,5 %), есть также украинцы, татары, калмыки, чеченцы, армяне.